# La Vallée des loups - Palestine
Pour les articles homonymes, voir La Vallée des loups (homonymie).
Pour plus de détails, voir Fiche technique et Distribution.
La Vallée des loups - Palestine (titre original en turc : Kurtlar Vadisi - Filistin) est un film d'action turc réalisé par Zübeyr Şaşmaz et sorti en 2011. Il raconte l'histoire d'un commando turc chargé d'éliminer le commandant israélien Moshe Ben Eliezer, responsable dans le film de la tuerie lors de l'abordage de la flottille pour Gaza. Il constitue le troisième volet de la série La Vallée des loups et constitue la suite de La Vallée des loups - Irak (2006) et La Vallée des loups - Gladio (2008).
Il est directement inspiré de la série télévisée politique La Vallée des loups (2003-2005) avec les mêmes acteurs et équipes.
Deux autres longs métrages s'inspirent du même feuilleton :
- La Vallée des loups - Irak (2006)
- La Vallée des loups - Gladio (en) (2009)